# Asz-Szafanijja
Asz-Szafanijja – wieś w Syrii, w muhafazie Al-Hasaka. W 2004 roku liczyła 128 mieszkańców.